# Paola Felix

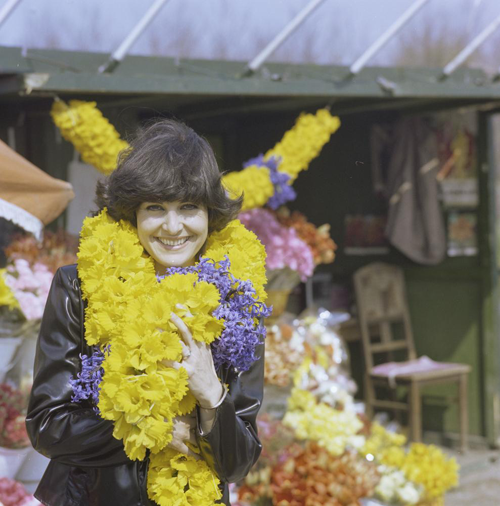
Paola Felix, 1980

Paola Felix (* 5. Oktober 1950 als Paola Maria Augusta Del Medico  in St. Gallen) – früher bekannt als Paola Del Medico, später auch nur als Paola – ist eine Schweizer Schlagersängerin und Fernsehmoderatorin. Grosse Bekanntheit erlangte sie im deutschsprachigen Raum mit der Sendung Verstehen Sie Spaß?, die sie gemeinsam mit ihrem Ehemann Kurt Felix realisierte. Das Paar gehörte zu den beliebtesten Moderatoren seit Bestehen des Fernsehens.

## Leben
Paola Felix ist die Tochter des aus dem italienischen Adriaort Fano stammenden Schneidermeisters Vittorio Del Medico und der Schweizerin Anna Sennhauser. Sie besitzt die italienische sowie die Schweizer Staatsbürgerschaft. Zu ihrer musikalischen Ausbildung gehörten zwei Jahre Flöte, fünf Jahre Klavier, Gitarre brachte sie sich selber bei. Darüber hinaus nahm Paola Gesangs-, Ballett-, Step- und Schauspielunterricht. Sie spricht Deutsch, Italienisch, Spanisch, Französisch und Englisch.
Paola war von 1980 bis zu seinem Tod 2012 mit dem Schweizer Fernsehmoderator Kurt Felix verheiratet. Das Paar lebte an den beiden Wohnsitzen in der Schweiz und in Italien.
Seit 2002 war Paola als Modell für den Klingel- (Deutschland) und Cornelia-Katalog (Schweiz) tätig, seit 2012 mit der eigenen Modelinie Paola!

Paola, 1968

## Karriere

### Sängerin
Ihren ersten öffentlichen Auftritt hatte Paola 1964 beim Concorso Musicale Per Dilettanti im Congresshaus St. Gallen – einem Amateurfestival, bei dem sie mit dem Titel Non ho l’eta von Gigliola Cinquetti den vierten Platz belegte. Nur ein Jahr später gewann sie den Disco D'Oro (Goldene Schallplatte) ihrer Heimatstadt St. Gallen.
In der Folgezeit nahm sie an verschiedenen Talentwettbewerben teil, wie dem Blick-Festival, bei denen sie zumeist einen der ersten Plätze errang. Mit Stille Wasser, die sind tief konnte sie noch im selben Jahr den zweiten Platz beim Deutschen Schlagerwettbewerb in Wiesbaden sichern. 1970 wirkte Paola in dem Musical Eusi chlii Stadt in Zürich mit. Auch in den Folgejahren war sie auf nationalen wie internationalen Festivals vertreten, so dem fünften Festival Internacional da Canção in Rio de Janeiro (1970) mit dem Titel Emporte-moi sur ton manège und dem Onda Nueva Festival in Caracas (1971) mit dem Titel Tic Tac.
1974 nahm Paola Ballettunterricht bei Samy Molcho und konnte mit den Singles Capri-Fischer und Addio mein Napoli in Deutschland zwei kleinere Hits verbuchen. Ihr Auftritt in Peter Frankenfelds ZDF-Schlagerwunschsendung Musik ist Trumpf mit dem Lied Weiße Rosen aus Athen brachte ihr 1975 eine Flut von Zuschauerwünschen nach einer Single dieser Aufnahme ein, sodass sich ihre Plattenfirma CBS kurzerhand entschloss, das Lied in einer neuen Version als Single zu veröffentlichen.
Ihre grössten kommerziellen Erfolge hatte Paola mit der deutschen Aufnahme von Blue Bayou (7× in der ZDF-Hitparade) – ein Lied von Roy Orbison, das 1963 erstmals chartete und 1977 in einer Version von Linda Ronstadt zum Welterfolg wurde – und der Single Der Teufel und der junge Mann, die 1981 fünf Wochen in den deutschen Top 10 war. Blue Bayou wurde gewissermassen zu Paolas Signature-Lied, das sie in mehreren Versionen zu diversen Angelegenheiten vortrug. Nachhaltige Heiterkeit verursachte ihr Vortrag bei der Show zum 60. Geburtstag von Karl Dall, bei der sie von einer „Bananen-Insel“ abrutschte. 1990 produzierte Jack White mit Paola Felix unter dem Pseudonym Raffaella für Verstehen Sie Spaß? eine Cover-Version des Baccara-Liedes Yes Sir, I Can Boogie.

Paola, Zürich 1977

### Eurovision Song Contest
1968 erschien ihre erste Single Für alle Zeiten, mit der sie beim Intervision-Schlagerfestival im tschechischen Karlsbad den vierten Platz und in der schweizerischen Vorausscheidung für den Grand Prix Eurovision den zweiten Platz belegte. 1969 nahm Paola del Medico dann erstmals am Eurovision Song Contest in Madrid teil und belegte mit Bonjour, Bonjour den fünften Rang (nach vier ersten Plätzen) für die Schweiz. In der Schweizer Hitparade kam sie damit bis Platz 7.
1977 erreichte sie in der Schweizer Vorausscheidung mit dem Titel Le livre blanc hinter der Pepe-Lienhard-Band Platz zwei. Auch 1979 verfehlte sie die Teilnahme, als sie sich mit Vogel der Nacht für Deutschland bewarb und den dritten Rang erreichte. Erst 1980 nahm sie erneut – wiederum für die Schweiz – teil und belegte mit Cinéma in Den Haag den vierten Platz. 1982 versuchte sich Paola noch einmal in Deutschland beim Vorentscheid und kam mit Peter Pan hinter Nicole auf Platz 2. Dem Wettbewerb blieb sie treu, als sie 1986 die Moderation der Schweizer Vorausscheidung übernahm.

### Fernsehen
Ihren ersten Fernsehauftritt hatte Paola 1967 in der Schweizer Sendung Talente stellen sich vor mit dem Titel Lui von Rita Pavone. In den Folgejahren war sie Dauergast in der ZDF-Hitparade und anderen Fernsehsendungen in Deutschland und der Schweiz. 1971 sang sie in der Fernseh-Operette Die Blume von Hawaii (ZDF). 1972 strahlte das Schweizer Fernsehen eine erste Spezial-Sendung – die P.-P.-Show – mit Paola und Pepe Lienhard aus. Zehn Jahre später zog die ARD mit dem Special Melodien mit Paola in der Reihe Gute Laune mit Musik nach.

Kurt Felix moderiert die Sendung Supertreffer, 1989
Paola Felix, Auftritt in Supertreffer, Foto: Hans Gerber, 1989

Gemeinsam mit ihrem Ehemann Kurt Felix moderierte sie zunächst (1982) die ZDF-Musikshow Lieder gehen um die Welt, dann die SWF-Vorabendsendereihe Freitagsparty (6 Folgen 1983) und schliesslich von 1983 bis 1990 die Samstagabendshow Verstehen Sie Spaß?. Weitere Moderationserfahrungen sammelte Paola bei der bereits erwähnten Vorentscheidung zum Grand Prix Eurovision (1986), der Schweizer Fernsehshow Spüren Sie den Mai? (1986) und diversen Gala-Veranstaltungen.
1998 produzierte der MDR die Show Guten Abend wünschen Paola und Kurt Felix, eine vierstündige Samstagabendshow mit Reprisen aus dem Schaffen des Ehepaares. Aufgrund des überwältigenden Erfolgs der Sendung wurde 1999 eine zweite, ebenfalls vierstündige Show mit den beiden im MDR-Fernsehen ausgestrahlt.
Bereits an ihrem 40. Geburtstag zog sich Paola aus dem Showbusiness zurück. Hin und wieder ist sie noch als Gast bei Talkshows oder in Musiksendungen zu erleben. So sang sie beispielsweise 1998 in der Schweizer TV-Show Benissimo im Duett mit Michael von der Heide ihren Hit Blue Bayou.
Im Jahr 2000 – zu Paolas 50. Geburtstag – wurde sie noch einmal in Presse, Radio (Paola-Tag auf DRS) und Fernsehen (Special: Paola am Blue Bayou: ZDF-Hitparade etc.) gefeiert. Zur ausgestrahlten Special-Sendung erschien eine CD mit drei bisher unveröffentlichten Liedern der Sängerin.
Nach mehreren Absagen in den vergangenen Jahren trat Paola Felix am 25. Dezember 2018 in der Helene Fischer Show auf und sang zusammen mit Helene Fischer im Duett ihren Hit Blue Bayou zum 40-jährigen Jubiläum ihrer Version dieses Liedes. Am 25. Dezember 2021 war Paola zu Gast in der SRF Show Hello Again und sang ein extra für Pepe Lienhard umgeschriebenes Geburtstagsständchen. Somit sang sie zum ersten Mal nach 31 Jahren ein neues – wenn auch nur als kurzes Ständchen gedachtes – Lied.
Beim Eurovision Song Contest 2025 in Basel sang sie im Rahmenprogramm ihren Beitrag Cinéma von 1980 erneut.

### Ehrungen
Paola ist laut der ultimativen Chartliste (gültig ab 1971) die erfolgreichste Schweizer Sängerin in Deutschland, sie und ihr Mann Kurt Felix gehören außerdem zu den zehn beliebtesten Moderatoren seit Bestehen des Fernsehens. In einer Umfrage des Meinungsforschungs-Institutes EMNID wurde das Ehepaar 1988 zum beliebtesten Moderatorenpaar gewählt. Die Zuschauer der ARD machten beide 2006 zu „Deutschlands Traumpaar“. Paola Felix erhielt 2023 den Ehren-Prix-Walo für ihr Lebenswerk.

## Auszeichnungen
- 1974: Goldener Bär
- 1981, 1982, 1983, 1986 – Goldene Stimmgabel
- 1988: EMNID-Umfrage: Paola und Kurt Felix = beliebteste Fernsehmoderatoren
- 1989: Paola = zweitbeliebteste Künstlerin (hinter Uschi Glas) in der DDR
- 1990: Bambi
- 1990: Platin Doppel-Langspielplatte Eurovision Song Contest
- 2006: Glanz & Gloria Love-Award des Schweizer Fernsehens
- 2006: ARD-Zuschauer wählen Paola und Kurt Felix zu „Deutschlands Traumpaar“.
- 2006: RTL kürt Paola zur erfolgreichsten Schweizer Sängerin.
- 2007: Welt Online wählen Paola und Kurt Felix in Liste der zwölf beliebtesten Fernsehmoderatoren in der Geschichte des Deutschen Fernsehens.
- 2010: TV-Zuschauer wählen Paola und Kurt Felix in die Reihe der zehn beliebtesten Moderatoren seit Bestehen des Deutschen Fernsehens.
- 2023: Paola Felix erhält den Ehren-Prix-Walo für ihr Lebenswerk.

## Diskografie

### Alben
- 1970: Die grossen Erfolge (LP)
- 1974: Paola (LP)
- 1978: Blue Bayou (LP)
- 1980: Lieder, die ich liebe (LP)
- 1981: Ihre grössten Erfolge (LP)
- 1981: Frohe Weihnachten mit Paola und den Trixis (LP)
- 1983: Rosafarben (LP)
- 1988: Kinderlieder-Hitparade mit Paola und den Sonnenschein-Kindern (LP)
- 1988: Frohe Weihnachten mit Paola und den Trixis (CD)
- 1989: Meine Lieder (LP, CD)
- 1990: Ihre größten Erfolge (CD)
- 1993: Kinderlieder-Hitparade mit Paola und den Sonnenschein-Kindern (CD)
- 1993: Blue Bayou. Ein musikalisches Portrait (CD)
- 1994: Meine schönsten Lieder (CD)
- 1995: Ihre großen Erfolge 2 (CD)
- 1996: Vogel der Nacht (CD)
- 1999: Ihre größten Erfolge (CD)
- 2000: Paola am Blue Bayou (CD)
- 2000: Blue Bayou (CD)
- 2001: Einfach das Beste (CD)
- 2001: So ist das Leben (CD)
- 2004: Blue Bayou. Ihre größten Erfolge (CD)
- 2006: Frohe Weihnachten mit Paola und den Trixis (CD)
- 2007: Frohe Weihnachten mit Paola und den Trixis (CD)
- 2007: Blue Bayou (CD)

### Lieder
- 1967: Flamenco Rock
- 1968: Er kam mit einem roten Rosenstrauß
- 1968: Für alle Zeiten (Beitrag zum ESC-Vorentscheid in der Schweiz)
- 1968: Regentropfen
- 1968: Kann es verboten sein
- 1969: Bonjour, bonjour (Schweizer ESC-Beitrag; deutsch, französisch, italienisch, spanisch, portugiesisch)
- 1969: Vals d'amour (deutsch, französisch, italienisch, spanisch, portugiesisch)
- 1969: Stille Wasser, die sind tief
- 1969: Revolution d'amour
- 1970: So ist das Leben
- 1970: Auf dem Vierwaldstätter See
- 1970: Es wysses Schiff
- 1970: I ha hüt z'Nacht mis Herz verschenkt
- 1970: Für uns beide (Coverversion von Green Green Trees)
- 1970: Zähl die Küsse – nicht die Tränen
- 1970: Glück und Leid
- 1970: Manana – warte bis morgen
- 1970: Das Leben ist ein Karussell
- 1970: Ganz nah
- 1970: Emporte-moi sur ton manège (französisch)
- 1970: Ne sois pas si bete... je t'aime (französisch)
- 1971: So wie du
- 1971: Tic Tac
- 1971: Überall ist Liebe (Coverversion von Amazing Grace)
- 1971: Das Glück der Welt
- 1972: Lass die Liebe besteh’n
- 1972: Aber dann
- 1972: Es geht um dich – es geht um mich (Coverversion von I’m on My Way)
- 1972: Wo ist das Land
- 1973: Ich tanz’ nach deiner Pfeife (Coverversion von The Pied Piper)
- 1973: Ich seh' in meinem Spiegel, dass ich weine
- 1973: Ich gestehe alles
- 1973: Der Traum vom Meer
- 1973: Mach die Welt zum Paradies
- 1973: Mehr als du denkst
- 1974: Capri-Fischer
- 1974: Wie die Zeit vergeht
- 1974: Addio, mein Napoli
- 1974: Gewinnen ist leicht
- 1974: Vaya con dios
- 1974: Zeig mir den Stern der Liebe
- 1974: Aloha oe
- 1974: Ole O'cangaceiro
- 1974: Das Spiel das wir spielen
- 1975: Das Glück im Leben ist ein Schatz
- 1975: Mandolinen am Meeresstrand
- 1975: Weiße Rosen aus Athen
- 1975: Dann kam die Liebe
- 1976: Rendezvous um vier
- 1976: Was heut' nicht ist
- 1976: Schade um den Mondenschein
- 1976: Eine rote Rose in meinem Tagebuch
- 1977: Le livre blanc (Beitrag zum ESC-Vorentscheid in der Schweiz)
- 1977: Quai Nr. 2 (französisch)
- 1977: Morgen bekommst du mehr von mir
- 1977: Du gehst an mir vorbei
- 1977: Lonely Blue Boy
- 1977: Zwischen dir und mir
- 1978: Blue Bayou (deutsche Coverversion)
- 1978: Juke Box
- 1978: Ich bin kein Hampelmann (Coverversion von Substitute)
- 1978: Sommertraum
- 1978: Nenn' es doch Liebe
- 1978: Idaho
- 1978: Stoney
- 1978: Wie man sich bettet
- 1979: Vogel der Nacht (Beitrag zum ESC-Vorentscheid in Deutschland)
- 1979: Meine Reise hat ein neues Ziel
- 1979: Wie du (Coverversion von Bright Eyes)
- 1979: Ein Teil von mir
- 1980: Ich sehe Tränen, wenn du lachst
- 1980: Keinen Schritt vor die Tür
- 1980: Cinéma (Schweizer ESC-Beitrag)
- 1980: Cinéma (französisch)
- 1980: Juke Box (französisch)
- 1980: Mit dir leben (Coverversion von Love Me Tender)
- 1980: John B. (Coverversion von Sloop John B.)
- 1980: And I Love Him (englisch)
- 1980: Ich möchte mit den wilden Adlern ziehn (Coverversion von El cóndor pasa)
- 1980: Eine Insel am Ende der Welt (Coverversion von Scarborough Fair)
- 1980: Plaisir d'amour (französisch)
- 1980: Mr. Tambourine Man (deutsche Coverversion)
- 1980: An jenem Tag mein Freund (Coverversion von Those Were the Days)
- 1980: Die kleine Stadt (Coverversion von Green, Green Grass of Home)
- 1980: Der Teufel und der junge Mann
- 1980: Ein kleines Lied (Coverversion von Amazing Grace)
- 1981: De duivel en de jongeman (niederländisch)
- 1981: Liebe ist nicht nur ein Wort
- 1981: Dafür gibt es keine Worte
- 1981: Mein Geschenk für dich (Coverversion von Happy Everything)
- 1981: Plaisir d'amour
- 1981: Der Mai ist gekommen
- 1981: Kein schöner Land in dieser Zeit
- 1982: Wenn du heimkommst
- 1982: Nimm den Mund nicht so voll
- 1982: Peter Pan (Beitrag zum ESC-Vorentscheid in Deutschland)
- 1982: Hey Miss Airport
- 1982: Ich hab ins Paradies geseh’n (Coverversion von I’ve Never Been to Me)
- 1982: Warnung
- 1983: Träume mal schön von Hawaii
- 1983: Nah am Regenbogen
- 1983: Bitte hilf mir heute nacht
- 1983: Er ist der Star in seiner Show
- 1983: Rosafarben (Coverversion von Sarà quel che sarà)
- 1983: Video-Liebe
- 1983: Unser Liebestraum
- 1983: Er
- 1983: Mit Tränen in den Augen ist man blind
- 1983: Santa Marguerita
- 1983: Tränen einer Nacht
- 1984: Engel brauchen Liebe
- 1984: Angeli (italienisch)
- 1984: Die Nacht der Nächte
- 1984: Der kalte Sommer
- 1985: Mode
- 1985: Walkman
- 1985: Wahrheit und Liebe
- 1985: Heisse Luft
- 1986: Am Anfang einer neuen Liebe
- 1986: Mitten im Leben
- 1987: Die Männer im allgemeinen
- 1987: Ich bin verliebt in den Tag mit dir
- 1989: Rose der Nacht
- 1989: Lachen oder weinen
- 1990: Yes Sir, I Can Boogie (englisch)
- 2000: Danke, dass es dich gibt
- 2000: Die letzte Nacht mit dir
- 2000: Santa Riva
- 2016: Wo ist das Land (Duett mit Michael von der Heide)

## Fernsehen

### Eigene Sendungen
- 1972: P.-P.-Show
- 1982: Gute Laune mit Musik: Melodien mit Paola
- 1982: Lieder gehen um die Welt
- 1983: Freitagsparty (6 Folgen)
- 1983 bis 1990: Verstehen Sie Spaß?
- 1986: Schweizer Vorentscheidung zum Grand Prix Eurovision (1986)
- 1986: Spüren Sie den Mai?
- 1998 und 1999: Guten Abend wünschen Paola und Kurt Felix (zwei vierstündige Samstagabendshows)
- 2000: Paola am Blue Bayou (TV-Special)

### Gastauftritte (Auswahl)
- 1967: Talente stellen sich vor
- 1971: Die Blume von Hawaii (TV-Fassung)
- 1975: Musik ist Trumpf
- ab 1978: ZDF-Hitparade (insgesamt 30 Auftritte)
- 2000: ZDF-Hitparade (Auftritt zum 50. Geburtstag)
- 2010: Herbstfest der Volksmusik (Auftritt zum 60. Geburtstag)
- 2018: Helene Fischer Show (Gastauftritt zum 40-jährigen Jubiläum ihrer Version von Blue Bayou)
- 2021: 50 Jahre ZDF-Hitparade – Die Zugabe (Gastauftritt, Duett-Version von Blue Bayou mit Thomas Gottschalk)
- 2025: 75 Jahre ARD - Die große Jubiläumsshow[8]
- 2025: Eurovision Song Contest (mit Cinéma)